# Леман (лунный кратер)
Кратер Леман (лат. Lehmann), не путать с кратером Леманн на Венере,  — крупный ударный кратер в юго-западной материковой части видимой стороны Луны. Название присвоено в честь немецкого астронома Якоба Вильгельма Лемана (1800—1863) и утверждено Международным астрономическим союзом в 1935 г. 

## Описание кратера

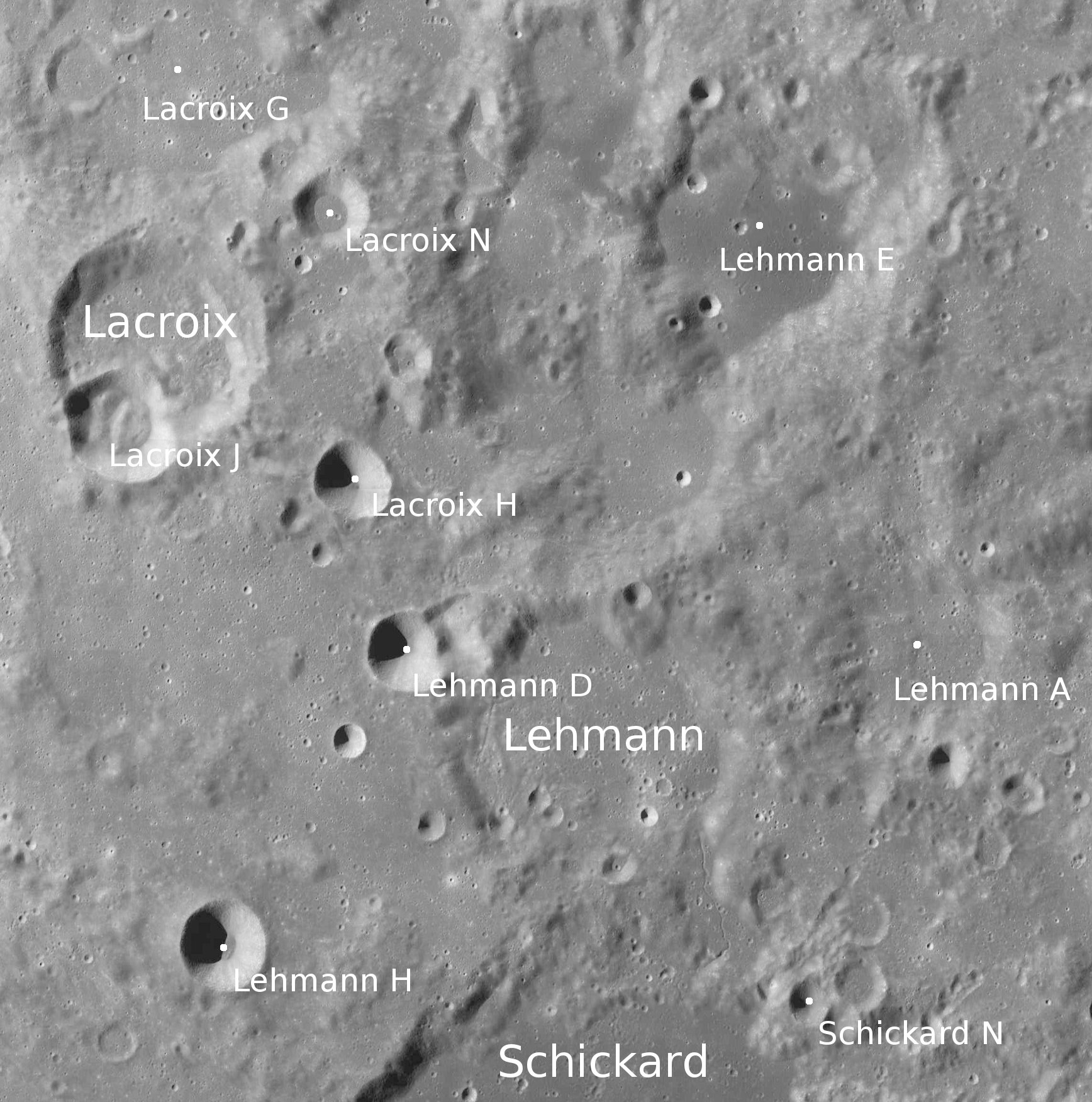
Окрестности кратера Леман. Снимок зонда Lunar Reconnaissance Orbiter.

Ближайшими соседями кратера являются кратер Лакруа на северо-западе; кратер Дреббель на востоке и кратер Шиккард на юге. На востоке-северо-востоке от кратера находится Озеро Превосходства. Селенографические координаты центра кратера 39°58′ ю. ш. 56°10′ з. д. / 39,96° ю. ш. 56,17° з. д., диаметр 53,9 км, глубина 1290 м.

Кратер Леман имеет полигональную форму и значительно разрушен. Вал сглажен и трудно различим на фоне окружающей местности, северо-западную часть вала перекрывает сдвоенный кратер. Южная часть вала прорезана несколькими долинами соединяющими чаши кратеров Леман и Шиккард, по восточной долине тянется извилистая борозда. Высота вала над окружающей местностью достигает 1150 м, объем кратера составляет приблизительно 2300 км³. Дно чаши сравнительно ровное за исключением пересеченной южной части, испещрено множеством мелких кратеров, особенно в южной и восточной части.

## Сателлитные кратеры

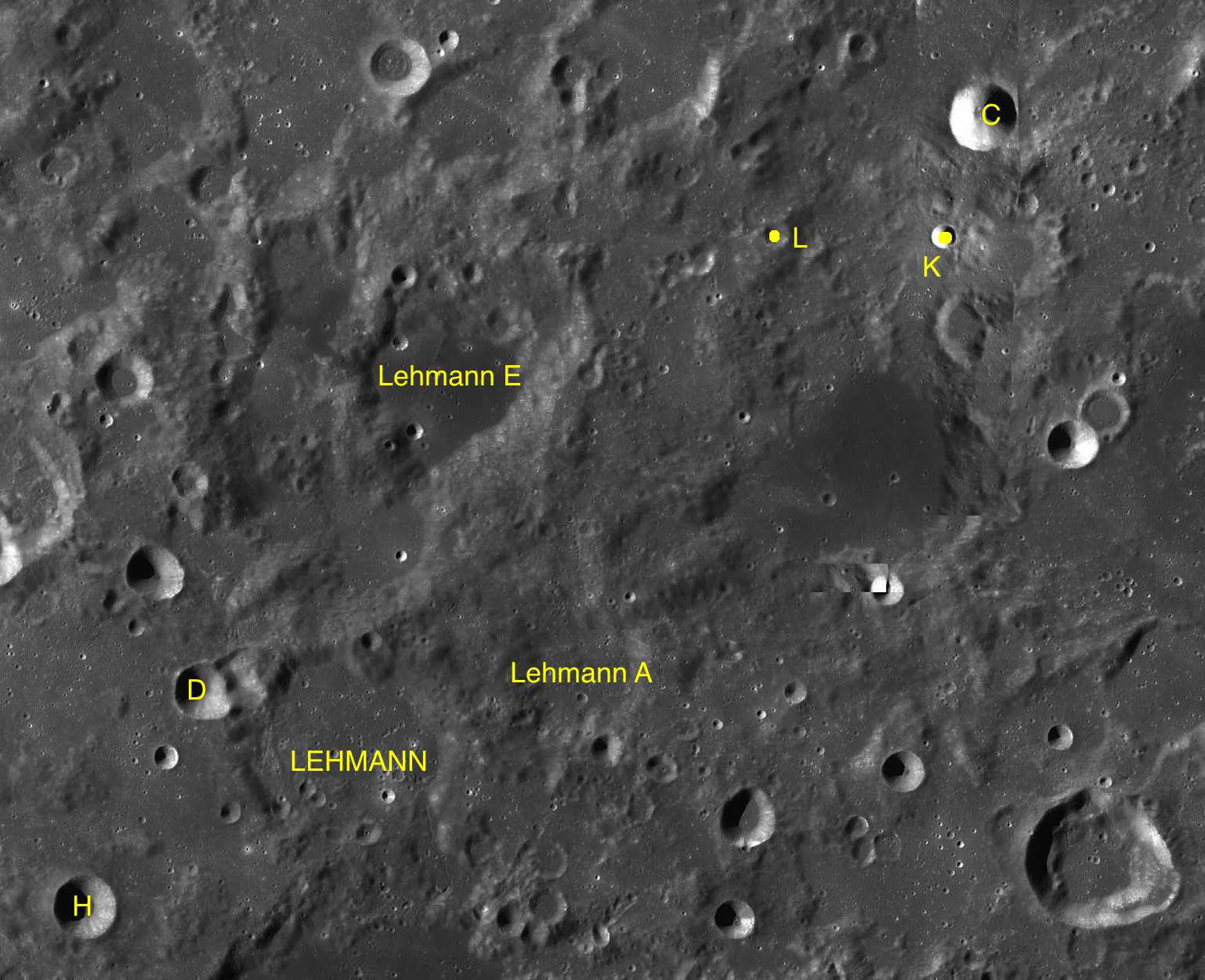
Фрагмент карты LAC-110.

| Леман | Координаты                                            | Диаметр, км |
| ----- | ----------------------------------------------------- | ----------- |
| A     | 39°31′ ю. ш. 53°52′ з. д. / 39,51° ю. ш. 53,87° з. д. | 29,6        |
| C     | 35°34′ ю. ш. 50°10′ з. д. / 35,57° ю. ш. 50,17° з. д. | 15,1        |
| D     | 39°32′ ю. ш. 57°29′ з. д. / 39,54° ю. ш. 57,49° з. д. | 12,1        |
| E     | 37°26′ ю. ш. 54°58′ з. д. / 37,44° ю. ш. 54,96° з. д. | 44,9        |
| H     | 41°01′ ю. ш. 58°44′ з. д. / 41,01° ю. ш. 58,73° з. д. | 13,8        |
| K     | 36°26′ ю. ш. 50°32′ з. д. / 36,44° ю. ш. 50,53° з. д. | 5,6         |
| L     | 36°25′ ю. ш. 52°02′ з. д. / 36,42° ю. ш. 52,04° з. д. | 5,9         |

## См.также
- Список кратеров на Луне
- Лунный кратер
- Морфологический каталог кратеров Луны
- Планетная номенклатура
- Селенография
- Минералогия Луны
- Геология Луны
- Поздняя тяжёлая бомбардировка